# 佩尔城 (阿拉巴马州)
佩尔城（英文：Pell City），是美国阿拉巴马州下属的一座城市。面积约为24.75平方英里（约合64.1平方公里）。根据2010年美国人口普查，该市有人口12,695人，人口密度为512.93/平方英里（约合198.05/平方公里）。